# 查普曼鎮區 (堪薩斯州克萊縣)
查普曼鎮區（英語：Chapman Township）為美國堪薩斯州克萊縣的鎮區。2010年美国人口普查中該鎮區人口有191人。

## 地理
查普曼鎮區涵蓋面積93平方（36平方英里），境內設有一座城市：朗福德。

### 墓園
根據美國地質調查局的資料，此鎮區擁有1座墓園：
- 斯瓦特伍德墓園（Swartwood Cemetery）

### 溪流
通過此鎮區的溪流有：
- 西查普曼溪（West Chapman Creek）

## 人口統計
根據2010年美國人口普查，查普曼鎮區人口有191人，人口密度為2.06人/每平方公里。此鎮區居民之種族有97.38%為白人；0%為非裔美洲人；1.05%為美洲原住民；0.52%為亞洲人；0%為太平洋島民；0%為其他種族；另外有1.05%為混血種族。而西班牙裔或拉丁裔美洲人佔此鎮區人口的2.62%。

## 外部連結
- US-Counties.com
- City-Data.com （页面存档备份，存于）